# Kan du inte tala

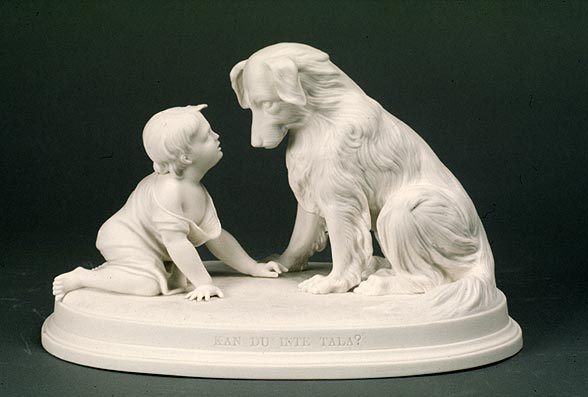
Kan du inte tala från Gustavsbergs porslinsfabrik

Kan du inte tala? är en porslinsfigurin, som tillverkades av Gustavsbergs porslinsfabrik under åren 1882–1925. 
Figurinen föreställer ett litet barn som tittar på en stor hund och ställer frågan till den.
Figurinen tillverkades i parian-porslin med en vanlig storlek på 267 millimeters längd, 177 millimeters bredd och 166 millimeters höjd samt med en vikt av 1 627 gram. 
Porslinsfigurinen tillskrivs prinsessan Eugénie av Sverige och Norge på 1860-talet. Motivet har också använts för målningar och fotografier.